# Begonia callosa
Espèce
Begonia callosa est une espèce de plantes de la famille des Begoniaceae.
Elle a été décrite en 2007 par Ludovic Jean Charles Kollmann.